# Ariadna rapinatrix
Ariadna rapinatrix là một loài nhện trong họ Segestriidae.
Loài này thuộc chi Ariadna. Ariadna rapinatrix được Tord Tamerlan Teodor Thorell miêu tả năm 1899.